# Oluf Tostrup
Oluf Tostrup (Oslo, 26 maggio 1842 – Oslo, 21 luglio 1882) è stato un orafo norvegese.

## Biografia
Nacque a Christiania dal padre orafo Jacob Tostrup (1806-1890) e da sua moglie Lina Hjorthøy (1821-1890). Era il nipote del sacerdote e del topografo Hugo Fredrik Hjorthøy e del granduca Jakob Tostrup Prytz.
Suo padre era il fondatore e proprietario del notevole orologiaio J. Tostrup. Studiò a Oslo, Berlino, Parigi e Copenaghen tra il 1858 e il 1865. Nel 1865 tornò in Norvegia, e nel 1870 diventò partner di J. Tostrup.
Fece inoltre delle opere pionieristiche sulla filigrana, e fece rivivere l'arte smaltata in Norvegia. Ha collaborato anche con architetti notevoli come Henrik Thrap-Meyer, Christian Christie e Torolf Prytz per realizzare nuovi progetti. Nel 1876 fu co-fondatore del Museo norvegese di arti decorative e design, ed era inoltre membro del consiglio di amministrazione fino alla sua morte. Era molto legato a questo museo dal quale donò somme significative molto redditizie.
Divenne il solo proprietario di J. Tostrup nel 1881, ma a causa della sua morte precoce avvenuta nel luglio del 1882, la riprese suo padre. Allo stesso tempo, l'archiettetto Torolf Prytz si affiliò con il negozio di orologi J. Tostrup diventando perfino capo designer e nel 1884 co-proprietario; inoltre sposò anche la nipote di Oluf, Hilda. Quando suo padre morì nel 1890, Torolf Prytz divenne proprietario unico (fino al 1938) e gli eredi della famiglia portarono l'eredità.